# Eliminatórias da Copa do Mundo FIFA de 2026 – UEFA (Grupo E)
O Grupo E das eliminatórias da UEFA para a Copa do Mundo FIFA de 2026 é formado por Turquia, Geórgia, Bulgária e o vencedor das quartas de final da Liga das Nações, Espanha.
O vencedor do grupo se classifica automaticamente para a Copa do Mundo de 2026, enquanto o segundo colocado avança para a segunda fase.

## Classificação
| Pos | Equipe      | Pts | J | V | E | D | GP | GC | SG | Classificado               |  |        |        |        |        |
| --- | ----------- | --- | - | - | - | - | -- | -- | -- | -------------------------- |  | ------ | ------ | ------ | ------ |
| 1   | Espanha (X) | 0   | 0 | 0 | 0 | 0 | 0  | 0  | 0  | Copa do Mundo FIFA de 2026 |  | —      | 18 Nov | 11 Out | 14 Out |
| 2   | Turquia     | 0   | 0 | 0 | 0 | 0 | 0  | 0  | 0  | Segunda fase               |  | 7 Set  | —      | 14 Out | 15 Nov |
| 3   | Geórgia     | 0   | 0 | 0 | 0 | 0 | 0  | 0  | 0  | Eliminado                  |  | 15 Nov | 4 Set  | —      | 7 Set  |
| 4   | Bulgária    | 0   | 0 | 0 | 0 | 0 | 0  | 0  | 0  | Eliminado                  |  | 4 Set  | 11 Out | 18 Nov | —      |

## Partidas
A lista de jogos foi confirmada pela UEFA em 13 de dezembro de 2024 após o sorteio. Os horários são CET / CEST , conforme listados pela UEFA (os horários locais, se diferentes, estão entre parênteses).
| 4 setembro 2025     | Geórgia | –         | Turquia | Estádio Boris Paichadze, Tiblíssi |
| 18:00 (20:00 UTC+4) |         | FIFA UEFA |         |                                   |

| 4 setembro 2025     | Bulgária | –         | Espanha | Estádio Nacional Vasil Levski, Sófia |
| 20:45 (21:45 UTC+3) |          | FIFA UEFA |         |                                      |

| 7 setembro 2025     | Geórgia | –         | Bulgária | Estádio Boris Paichadze, Tiblíssi |
| 15:00 (17:00 UTC+4) |         | FIFA UEFA |          |                                   |

| 7 setembro 2025     | Turquia | –         | Espanha | Estádio Municipal Metropolitano de Cônia, Cônia |
| 20:45 (21:45 UTC+3) |         | FIFA UEFA |         |                                                 |

| 11 outubro 2025     | Bulgária | –         | Turquia | Estádio Nacional Vasil Levski, Sófia |
| 20:45 (21:45 UTC+3) |          | FIFA UEFA |         |                                      |

| 11 outubro 2025 | Espanha | –         | Geórgia |  |
| 20:45           |         | FIFA UEFA |         |  |

| 14 outubro 2025     | Turquia | –         | Geórgia |  |
| 20:45 (21:45 UTC+3) |         | FIFA UEFA |         |  |

| 14 outubro 2025 | Espanha | –         | Bulgária | Estádio José Zorrilla, Valladolid |
| 20:45           |         | FIFA UEFA |          |                                   |

| 15 novembro 2025    | Geórgia | –         | Espanha | Estádio Boris Paichadze, Tiblíssi |
| 18:00 (21:00 UTC+4) |         | FIFA UEFA |         |                                   |

| 15 novembro 2025    | Turquia | –         | Bulgária | Estádio Municipal Metropolitano de Bursa, Bursa |
| 18:00 (20:00 UTC+3) |         | FIFA UEFA |          |                                                 |

| 18 novembro 2025    | Bulgária | –         | Geórgia | Estádio Nacional Vasil Levski, Sófia |
| 20:45 (21:45 UTC+2) |          | FIFA UEFA |         |                                      |

| 18 novembro 2025 | Espanha | –         | Turquia |  |
| 20:45            |         | FIFA UEFA |         |  |